# Туркополи
Туркополите или Туркопулите (на гръцки: Τουρκόπουλοι, „синове на турците“) са местни конни бойци в Източното Средиземноморие, които са защитавали християнската кауза по времето на кръстоносните походи.
Чест от туркопулите са потомци на смесени бракове между бащи мюсюлмани и майки християнки или между католици и православни. В корпуса на туркопулите влизали и местни гърци, арменци, сирийци. Във военната организация на Йерусалимското кралство съществувала и длъжността велик туркопул, който бил отговорен за наемането и командването на войските, набирани от местното население.
Туркопулите служели като конни бойци и при военно-монашеските ордени. Тамплиерите са ги наричали братя-сержанти и са ги използвали като наемни командири на кавалерията на Ордена и на сержантите си.Туркополите вземат участие в неуспешната битка за кръстоносците при Хатин през 1187 г., но в тази битка леката кавалерия на мюсюлманите е била доста по-добре въоръжена, от своите опоненти на бойното поле. 